# Sarah Milette
Sarah Milette, née le 11 avril 1997 à Greenfield Park, est une trampoliniste canadienne.

## Carrière
Elle remporte la médaille de bronze en trampoline par équipe mixte et la médaille d'argent en trampoline synchronisé avec Rosannagh MacLennan aux Championnats du monde de trampoline 2018 à Saint-Pétersbourg.
Elle obtient la médaille de bronze en trampoline par équipe aux Championnats du monde de trampoline 2019 à Tokyo.
Elle est médaillée de bronze en trampoline synchronisé avec Sophiane Méthot aux Jeux mondiaux de 2025 à Chengdu.